# Merrie Melodies
«Весёлые мелодии» (англ. Merrie Melodies) — серия анимационных короткометражных фильмов, распространявшихся компанией Warner Bros. Pictures с 1931 по 1969 годы, а также впоследствии с 1979 года и до 13 июня 1997 года. Первоначально созданием мультфильмов занималась компания Harman-Ising Pictures, а с 1933 по 1944 год их производство было перенесено в Leon Schlesinger Productions. После того как в 1944 году Леон Шлезингер продал студию компании Warner Bros., она была переименована в Warner Bros. Cartoons и под этим именем продолжала выпуск мультфильмов вплоть до 1963 года. С 1964 по 1967 года Merrie Melodies производились на студии DePatie-Freleng Enterprises, а последние два года вновь перешли в Warner Bros. Cartoons.

## История
В 1930 году продюсер Леон Шлезингер выпустил первый музыкальный мультфильм из серии Looney Tunes. Успех фильма навел его на мысль создать сходный сериал и также предложить его Warner Bros.. Отличием нового сериала должна была стать музыка: в каждом мультфильме предлагалось обыгрывать саундтреки полнометражных фильмов компании, что стало бы дополнительной рекламой для аудиозаписей. Киностудия согласилась с предложением, и Шлезингер приступил к работе над новым сериалом, назвав его Merrie Melodies. К тому времени сходное по смыслу название было у Looney Tunes и сериала Silly Symphonies студии Walt Disney Productions. Технология производства звуковых мультфильмов начиналась с создания звуковой дорожки. Выбор в её качестве музыкальной композиции позволял упростить разработку сюжетных элементов и даже подбор персонажей.
Изначально идея Merrie Melodies была использована в серии короткометражных фильмов Spooney Melodies, в которых звучали популярные песни, но сериал в прокате провалился. Эти фильмы можно назвать прообразом музыкальных клипов. Сериал создавался для продвижения композиций, выпускаемых недавно приобретённой Warner Bros. звукозаписывающей компании Brunswick Records и ещё четырёх музыкальных компаний. После успеха Looney Tunes, студия Warner Bros. решила попробовать создать музыкальный мультсериал.
Работу над мультфильмами возглавили Руди Айзинг и Хью Харман. Для записи музыки был приглашён оркестр Эйба Лаймана, один из известнейших коллективов своего времени.
Первым мультфильмом в серии Merrie Melodies стал Lady, Play Your Mandolin!, выпущенный в августе 1931 года. Айзинг пытался представить публике несколько героев: Пигги (англ. Piggy), Фокси (англ. Foxy) и Гупи Джир (англ. Goopy Geer) — но, в конце концов, сериал остался без постоянных персонажей. Мультфильмы серии вызвали сильный интерес публики. В 1932 году мультфильм It's Got Me Again!, был номинированным на первый в истории «Оскар» за лучший анимационный фильм.
В 1933 году Харман и Айзинг покинули Warner Bros., оставив за собой права на созданных персонажей. Леон Шлезингер был вынужден договариваться с ними, чтобы получить права на название Merrie Melodies и заключительный титр «So Long, Folks!». В 1934 году Шлезингер выпустил первые цветные мультфильмы в серии, Honeymoon Hotel и Beauty and the Beast, используя технологию Cinecolor (эксклюзивные права на превосходившую её по качеству технологию Technicolor принадлежали Диснею). Успех новых мультфильмов убедил Шлезингера в необходимости продолжать их выпуск в цвете, в то время как сериал Looney Tunes оставался чёрно-белым до 1943 года.
В 1936 году в Merrie Melodies стал использоваться заключительный титр «That’s all Folks!», который до этого появлялся только в Looney Tunes. Прежний слоган «So Long, Folks!» после этого был забыт. В том же году сериал начал использовать заставку с фоном в виде концентрических колец, открывающую и завершающую каждую серию (Looney Tunes тот же фон появился только в 1942 году, при этом использовались более широкие кольца). Также к 1936 году закончился эксклюзивный контракт Диснея на трёхцветную технологию Technicolor, что позволило Merrie Melodies начать выпуск полноцветных мультфильмов.
В соответствии с контрактом каждая серия Merrie Melodies должна была включать, по меньшей мере, один полный припев из песни Warner Bros. Компания желала, чтобы песни по возможности исполняли соответствующие группы, однако такое требование выполнялось лишь в самых первых мультфильмах. Оно мешало аниматорам, поскольку песню приходилось вклинивать посреди сюжета, принося в жертву динамику и связность. В конце 1930-х требование было снято, и серия Merrie Melodies ещё больше стала напоминать чёрно-белый сериал Looney Tunes. Кроме того, появилось несколько новых персонажей, которые изначально должны были дебютировать в Merrie Melodies: Яйцеголовый (англ. Egghead), впоследствии ставший Элмером Фаддом, Инки, Сниффлз и даже сверхпопулярный герой мультфильмов — Багз Банни.
В 1942 году Шлезингер приступил к выпуску в цвете Looney Tunes, в результате чего оба сериала стали практически одинаковыми, отличаясь только начальной заставкой и музыкальной темой. Персонажи, ранее представленные только в одном из сериалов, стали регулярно появляться в обоих. В 1944 году студия полностью перешла к производству цветных мультфильмов, однако в первый год Багз появлялся в основном в Merrie Melodies (его не было в Looney Tunes до августа), а Даффи Дак и Порки Пиг (оба были героями нескольких серий Merrie Melodies, выпущенных до середины 1942 года) — в основном в Looney Tunes. После 1946 года сериалы стали неразличимы, а Багз даже стал чаще появляться в Looney Tunes чем в Merrie Melodies.
Когда студия стала снимать оба сериала в цвете, даже аниматоры перестали их различать. Об этом свидетельствует интервью режиссёра Фрица Фреленга, в котором он заявил следующее:

Я никогда не знал, станет ли мультфильм, который я делаю, серией Looney Tunes или Merrie Melodies, да и вообще какая между ними разница?
Оригинальный текст (англ.)I never knew if a film I was making would be Looney Tunes or Merrie Melodies, and what the hell difference would it make, anyway?

К 1937 году в качестве музыкальной темы Looney Tunes была выбрана мелодия The Merry-Go-Round Broke Down Клиффа Френда и Дэйва Франклина, а музыкальной темой Merrie Melodies стало переложение песни Merrily We Roll Along Чарльза Тобиаса, Мюррея Менчера и Эдди Кантора. Так продолжалось до 1964 года, когда был обновлён логотип Warner Bros., а музыкальной темой обоих сериалов стала «The Merry-Go-Round Broke Down».
Последний мультфильм Merrie Melodies стал также последним, выпущенным Warner Bros. Cartoons в качестве серии оригинального сериала 1930-х годов. Он назывался Injun Trouble и вышел в 1969 году.

## Переиздание под маркой Blue Ribbon
С конца 1943 года Warner Bros., стремясь снизить расходы, начала переиздание цветных мультфильмов сериала Merrie Melodies в рамках программы Blue Ribbon. При перевыпуске были заменены начальная и финальная заставки. В начале мультфильма появлялся увеличивающийся логотип Warner Bros., затем заставка с названием и изображением голубой ленты и приза Grand Shorts Award. Техническая информация, включая имена создателей, была исключена. Заставка в конце сохранилась только в мультфильмах A Wild Hare и I Love to Singa, когда продюсером всё ещё был Леон Шлезингер, а затем также была изменена.
Новые кадры были добавлены прямо в исходный негатив, а первоначальный вариант вырезан и, по-видимому, уничтожен. Некоторые из переизданных под маркой Blue Ribbon мультфильмов демонстрируются по телевидению до настоящего времени, например, серия с участием Багза Банни A Wild Hare с исправленным названием The Wild Hare и другими мелкими изменениями (оригинальная и редактированная версии были выпущены на Laserdisc и DVD).